# Montagne de la Leitha
La montagne de la Leitha est une colline longue de 35 km et large de 5 à 7 km qui sépare la Basse-Autriche du Burgenland entre la porte de Wiener Neustadt, au sud-ouest, et la porte de Bruck an der Leitha, au nord-est. Cette chaîne prolonge les Alpes jusqu'au pied des Carpates. Son point culminant est le Sonnenberg (« la montagne du soleil ») à 484 m d'altitude. Le versant septentrional et le sommet sont couverts de chênes, de charmes et de hêtres. Le versant méridional est marqué par la présence de vignes (welschriesling, pinot blanc, chardonnay, blaufränkisch) qui dominent le lac de Neusiedl.
D'un point de vue géologique, cette montagne est constituée d'un socle de gneiss et de micaschiste recouverts par du calcaire. Ce calcaire de la Leitha a été très tôt utilisé pour la construction dans les villes environnantes, en particulier Carnuntum et Vienne. Deux anciennes carrières sont spécialement notables :
- Kaisersteinbruch (« la carrière de l'empereur »), ex-possession de l'abbaye de Heiligenkreuz de 1203 à 1912, aujourd'hui au cœur d'un camp militaire. Située sur la commune de Bruckneudorf, elle livre une pierre particulièrement dure ;
- St. Margarethen (la carrière des romains), possession des Esterhazy. Dans les parties de la carrière qui ne sont plus utilisées, des opéras sont joués à ciel ouvert tous les étés. Tous les 10 ans, c'est au tour des scènes de la passion. Autour de la carrière, parsemées dans la colline, plus de 100 sculptures sont exposées, elles sont le résultat du travail des participants des symposiums des sculpteurs européens qui avaient été tenus dans les années 1960 à l'initiative du sculpteur Karl Prantl.